# Acción, reacción
Acción, reacción é um filme de curta-metragem lançado na Espanha em 2008.

## Elenco
- Ruth Díaz ..... Belén
- Macarena Gómez ..... Ariadna
- Íñigo Navares ..... Robert (criança)
- Charo Zapardiel ..... Limpadora